# (24847) Polesný
24847 Polesny (1995 WE6) – planetoida z pasa głównego asteroid okrążająca Słońce w ciągu 3,71 lat w średniej odległości 2,4 j.a. Odkryta 26 listopada 1995 roku.